# リンク・セオリー・ジャパン
株式会社リンク・セオリー・ジャパンは、日本でアパレルブランド「セオリー」を展開する企業である。旧商号は「株式会社リンク・インターナショナル」。株式会社ファーストリテイリングの完全子会社で、ファーストリテイリンググループに属する。
1997年アメリカで設立された「セオリー」ブランドの衣料品を、リンク・インターナショナル（初代）が1998年から輸入開始。2000年には、米・セオリー社とライセンス契約を締結した。
2003年9月、ファーストリテイリングと共同でセオリーブランドを買収。セオリー社を傘下に収めると共に、日本国内事業は新会社「株式会社リンク・インターナショナル（2代目、現リンク・セオリー・ジャパン）」に移管。リンク・インターナショナル（初代）は「株式会社リンク・ホールディングス」として持株会社化した。
親会社のリンク・ホールディングスは2005年2月1日に「株式会社リンク・セオリー・ホールディングス」に社名変更、同年6月9日に東証マザーズに上場したが、2009年7月にファーストリテイリングが完全子会社化し上場廃止となった。そして翌2010年2月18日、ファーストリテイリングがセオリー事業再編を発表。同年6月1日付で、リンク・インターナショナル（2代目）がリンク・セオリー・ホールディングスと店舗運営会社の株式会社リンク・セールスコーポレーションの2社を吸収合併、株式会社リンク・セオリー・ジャパンに社名変更した。

## セオリーの買収スキーム
- 株式会社ファーストリテイリング（44.5%）、（初代）株式会社リンク・インターナショナル（44.5%）、アンドリュー・ローゼン（セオリー代表）（11%）の三者の共同出資で、L&F Holdingsを設立。L&F HoldingsがTheory LLCの株式をすべて取得。
- リンク・インターナショナル（初代）が第三者割当増資を実施し、ファーストリテイリングがリンク・インターナショナル（初代）の株式47.1%を取得、事実上傘下に収める。同時に、株式会社ファーストリテイリングが保有しているL&F Holdingsの株式をすべてリンク・インターナショナル（初代）に譲渡。リンク・インターナショナル（初代）が保有するL&F Holdings株式は89%となる。
- L&F Holdingsが、Theory Holdings Inc.に社名変更。
- リンク・インターナショナル（初代）は「株式会社リンク・ホールディングス」に社名変更するとともに、新たに「株式会社リンク・インターナショナル（2代目）」を設立、持株会社になる。

ファーストリテイリングが共同買収という形をとったのは、仮にファーストリテイリングが単独で買収提案した場合、同社が主に展開するユニクロが持つ"低価格"というイメージが、セオリーのブランドイメージに悪影響を与えることを懸念したためであった。
その後も東証マザーズ上場など長らく独立性に配慮していたが、ファーストリテイリングは2009年7月にリンク・セオリー・ホールディングスを完全子会社化。翌2010年6月に事業再編を完了し、名実共にファーストリテイリングの一ブランドとなった。